# Tittarsiffror
Tittarsiffror, begrepp för antalet TV-tittare per kanal eller per TV-program. Det vanligaste måttet för TV-tittande är rating eller på svenska genomsnittlig publikstorlek. Rating uttrycks i absoluta tal eller som ett procenttal. Rating kan anges i hela TV-befolkningen eller i en specifik målgrupp. 
Företaget som mäter tittarsiffror i Sverige är Mediamätning i Skandinavien (MMS). Statistiken har ifrågasatts av Claes Åkeson i en artikel i Metro med motiveringen att han inte känner någon som har en "peoplemeter" och inte heller känner någon som känner någon som har en, trots att MMS säger sig få statistik från 1300 hushåll.[uppföljning saknas]